# Symphylella essigi
Symphylella essigi is een wortelduizendpotensoort uit de familie van de Scolopendrellidae. De wetenschappelijke naam van de soort is voor het eerst geldig gepubliceerd in 1939 door Michelbacher.